# Face Dances
Face Dances ist ein Album der britischen Rockband The Who. Es wurde von Polydor im März 1981 veröffentlicht. Produziert wurde es von Bill Szymczyk in den „Shepperton Studios“ in London. Face Dances war das erste Album der Gruppe nach dem Tod von Keith Moon. Kenney Jones, der ehemalige Schlagzeuger der Small Faces, ersetzte ihn auf dem Album.

## Cover
Federführend bei der Gestaltung des Covers war Peter Blake, der das berühmte Cover des Beatles-Albums Sgt. Pepper’s Lonely Hearts Club Band erstellte. Das Cover des Albums zeigt je vier Bilder jedes Bandmitgliedes, die von bekannten britischen Künstlern gemalt wurden. Von links oben nach rechts unten gesehen waren dies Bill Jacklin, Tom Philips, Colin Self, Richard Hamilton, Mike Andrews, Allen Jones, David Inshaw, David Hockney, Clive Barker, R. B. Kitaj, Howard Hodgkin, Patrick Caulfield, Peter Blake, Joe Tilson, Patrick Procktor und David Tindle.
Im Album war ein Poster des Albumcovers zu finden. In der ersten Auflage der britischen Version war zudem ein 16-seitiges Buch mit einem Kurzportrait der Maler zu finden.

## Titelliste
1. You Better You Bet (Pete Townshend)
2. Don’t Let Go the Coat (Pete Townshend)
3. Cache Cache (Pete Townshend)
4. The Quiet One (John Entwistle)
5. Did You Steal My Money? (Pete Townshend)
6. How Can You Do It Alone? (Pete Townshend)
7. Daily Records (Pete Townshend)
8. You (John Entwistle)
9. Another Tricky Day (Pete Townshend)